# Elecciones generales de Austria de 1949
Las elecciones al Consejo Nacional de Austria de 1949 se celebraron el 9 de octubre de aquel año y fueron las segundas elecciones nacionales en Austria después de la Segunda Guerra Mundial. Alrededor de 500.000 ex nazis registrados, a quienes no se les había permitido votar en 1945, recuperaron su derecho de voto. Un partido de nueva creación, el Partido Electoral de los Independientes (antecesor del Partido de la Libertad de Austria) se dirigió específicamente a este grupo de votantes e inmediatamente ganó un gran apoyo popular. El Partido Popular de Austria siguió siendo la primera fuerza política, aunque perdió su mayoría absoluta de escaños. Leopold Figl se mantuvo como Canciller de Austria, liderando una coalición con el Partido Socialista de Austria como socio minoritario.

## Resultados
|                         |                                                              |           |      |         |       |
| Partido                 | Partido                                                      | Votos     | %    | Escaños | +/–   |
|                         | Partido Popular Austríaco                                    | 1.846.581 | 44.0 | 77      | -8    |
|                         | Partido Socialista de Austria                                | 1.623.524 | 38.7 | 67      | -9    |
|                         | Partido Electoral de los Independientes                      | 489.273   | 11.7 | 16      | Nuevo |
|                         | Partido Comunista de Austria                                 | 213.066   | 5.1  | 5       | +1    |
|                         | Unión Democrática                                            | 12.059    | 0.3  | 0       | Nuevo |
|                         | Cuarto Partido                                               | 7.134     | 0.2  | 0       | Nuevo |
|                         | Frente Democrático del Pueblo Trabajador                     | 2.088     | 0.1  | 0       | Nuevo |
|                         | Partido Democrático de Austria                               | 5         | 0.0  | 0       | Nuevo |
|                         | Partido Económico de los Propietarios de Casas y Propiedades | 3         | 0.0  | 0       | Nuevo |
|                         | Partido Patriótico Austriaco                                 | 0         | 0.0  | 0       | Nuevo |
|                         | Votos en blanco/nulos                                        | 56.883    | –    | –       | –     |
| Total                   | Total                                                        | 4.250.616 | 100  | 165     | 0     |
| Fuente: Nohlen & Stöver |                                                              |           |      |         |       |